# Naultinus gemmeus
Espèce
Statut de conservation UICN

 EN  : En danger
Statut CITES
Naultinus gemmeus est une espèce de geckos de la famille des Diplodactylidae.

## Répartition

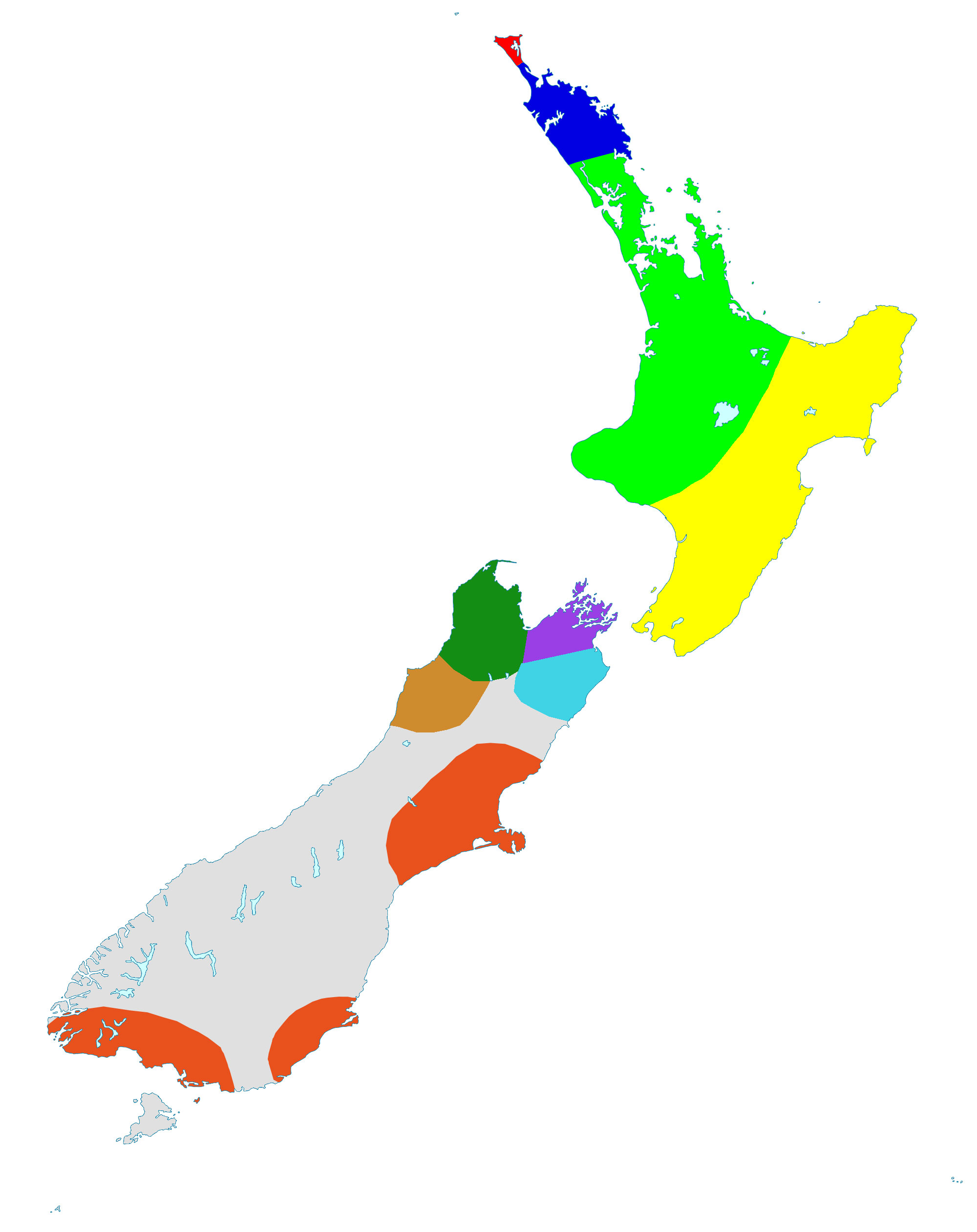
Distribution de Naultinus gemmeus en rouge sombre.

Cette espèce est endémique de Nouvelle-Zélande. Elle se rencontre sur l'île du Sud.

## Publication originale
- McCann, 1955 : The lizards of New Zealand. Gekkonidae and Scincidae. Dominion Museum Bulletin, n. 17, p. 1-127.